# Anita Karim
Anita Karim (Karimabad, 2 de octubre de 1996) es una artista marcial mixta paquistaní. Es la primera luchadora internacional de MMA de Pakistán que ha ganado varios combates a nivel nacional e internacional.

## Primeros años
Karim nació en Karimabad, capital de Valle de Hunza, dentro del Gilgit-Baltistán de Pakistán, en una familia de luchadores de MMA. Karim, junto con sus hermanos, Uloomi Karim, Ehtisham Karim y Ali Sultan, fundó el gimnasio de MMA "Fight Fortress", uno de los primeros centros de entrenamiento de MMA del país.

## Carrera de artes marciales mixtas
Karim ganó la One Warrior Series (OWS) el 28 de febrero de 2019, contra la indonesia Gita Suharsono. Fue galardonada con 100 000 rupias por el ministro jefe de Gilgit-Baltistán, Hafeez-ur-Rehman.
El gobernador de Gilgit-Baltistán, Raja Jalal Hussain Maqpoon, le entregó un escudo en agradecimiento por su representación de Pakistán.
Karim también salió victoriosa con 7 medallas de oro y 1 de plata en el Pakistan Grappling Challenge (PGC) 2017-2018.
Anita tuvo su primera victoria en su segundo combate Pro MMA el 28 de febrero de 2019,Singapur contra Gita Suharsono de Indonesia en One Warrior Series 4 bajo la bandera de ONE Championship y luego volvió a ganar por unanimidad su combate contra Marie Ruumet de Estonia en One Warrior Series 10.

## Récord en artes marciales mixtas
| Resultado | Récord | Oponente         | Método                      | Evento                                                   | Fecha                   | Ronda | Tiempo | Localización |
| --------- | ------ | ---------------- | --------------------------- | -------------------------------------------------------- | ----------------------- | ----- | ------ | ------------ |
| Victoria  | 5–2    | Adriana Fusini   | Sumisión (keylock)          | Fusini One Championship - One Friday Fights 49           | 26 de enero de 2024     | 1     | 2:20   | Bangkok      |
| Victoria  | 4–2    | Luknam Bunson    | Sumisión (rear-naked choke) | 8 Suek Muay Thai YuenTien x Legend Fighting Championship | 2 de septiembre de 2023 | 2     | 1:25   | Samut Sakhon |
| Victoria  | 3–2    | Uyen Ha          | Decisión (unánime)          | Fairtex Fight: Domination                                | 11 de junio de 2022     | 3     | 5:00   | Bangkok      |
| Derrota   | 2–2    | Noelle Grandjean | Decisión (unánime)          | Fairtex Fights: Descendents of the Empire 2              | 11 de marzo de 2022     | 3     | 5:00   | Bangkok      |
| Victoria  | 2–1    | Marie Ruumet     | Decisión (unánime)          | ONE Warrior Series 10                                    | 19 de febrero de 2020   | 3     | 5:00   | Kallang      |
| Victoria  | 1–1    | Gita Suharsono   | Decisión (unánime)          | ONE Warrior Series 4                                     | 28 de febrero de 2019   | 3     | 5:00   | Kallang      |
| Derrota   | 0–1    | Nyrene Crowley   | Sumisión (Rear-Naked Choke) | ONE Warrior Series 2                                     | 19 de julio de 2018     | 2     | 1:54   | Kallang      |